# Будисавци
Будисавци (алб. Butisalc) је насељено место у општини Клина, на Косову и Метохији. Према попису становништва из 2011. у насељу је живело 398 становника.

## Положај
Атар насеља се налази на територији катастарске општине Будисавци површине 429 ha.

## Историја
Најранији помен о Будисавцима датира из 1455. године, када су, по турском попису, у селу постојала 32 српска и једно муслиманско домаћинство. Манастир Будисавци са црквом Св. Преображења саграђен је у првој половини XIV века, али је вероватно брзо пострадао јер га је већ 1568. године обновио патријарх Макарије. Живопис цркве је толико оштећен да од првобитних фресака из XIV века готово нема видљивих остатака. Само је делимично сачувано сликарство из времена Макаријеве обнове.
Из манастира Будисавци потиче икона Преображења Господњег, која се сада чува у Народном музеју у Београду.

## Становништво
Према попису из 2011. године, Будисавци има следећи етнички састав становништва:
| Националност | 2011.        |
| Албанци      | 338 (84,93%) |
| Египћани     | 34 (8,54%)   |
| Роми         | 17 (4,27%)   |
| Ашкалије     | 6 (1,51%)    |
| Бошњаци      | 2 (0,50%)    |
| други        | 1 (0,25%)    |
| Укупно       | 398          |

| Демографија | Демографија | Демографија |
| Година      | Становника  | Становника  |
| ----------- | ----------- | ----------- |
| 1948.       | 521         |             |
| 1953.       | 590         |             |
| 1961.       | 718         |             |
| 1971.       | 933         |             |
| 1981.       | 1.139       |             |
| 1991.       | 1.388       |             |
| 2011.       | 398         |             |